# الجلاتمة
قرية الجلاتمة هي إحدى القرى التابعة لمركز منشأة القناطر في محافظة الجيزة في جمهورية مصر العربية. حسب إحصاءات سنة 2006، بلغ إجمالي السكان في الجلاتمة 14499 نسمة، منهم 7296 رجل و7203 امرأة.

## تاريخ القرية
تكونت قرية الجلاتمة رسميًا بفصلها عن ناحية المناشي سنة 1260هـ/1844م.